# Maria Sabaté i Cebado
Maria Sabaté i Cebado   (Barcelona, 25 de desembre de 1902 - Barcelona, novembre 1974) va ser una secretària i locutora catalana, pionera de Ràdio Barcelona. Tanmateix, algunes investigacions dels inicis de la ràdio a Barcelona indiquen que, tot i treballar a Ràdio Barcelona quan es va inaugurar l'emissora, mai no en va ser locutora.

## Biografia
Nascuda a Barcelona, era la més gran de cinc germans. El pare, Josep Sabaté i Solà, era professor, però dirigia la perruqueria de l'avi, on la mare, Anna Cebado Pérez, hi havia treballat de manicura, però va deixar la feina per dedicar-se a la llar i als fills, que va educar en un ambient alegre i musical, on gairebé tots tocaven un instrument, ja que ella era pianista aficionada. La mort prematura del pare, al gener de 1915, va fer que Maria Sabaté no pogués cursar estudis superiors, tot i que es va matricular a l'Institut de Cultura i  Biblioteca Popular de la Dona, on va estudiar anglès, francès i estudis mercantils. Gràcies a aquella preparació, va aconseguir una plaça de secretària a l'Associació Nacional de Radiodifusió abans de la inauguració de la emissora, que va començar a emetre com EAJ-1 Radio Barcelona el 14 de novembre de 1924 a dos quarts de set de la tarda des de l'Hotel Colón de Barcelona.
El 1929 Maria Sabaté va presentar la dimissió del seu lloc de treball. Joaquín Sánchez Cordobés, director de l'emissora, a les ordres del qual va treballar Sabaté, va signar-li un document que indica quina havia estat la seva activitat professional:
| «                          | Maria Sabaté Cebado ha prestat els seus serveis en aquestes oficines durant 5 anys com a mecanògrafa-secretària de la Direcció; sap taquigrafia i els idiomes francès i anglès. Ha complert fidelment la seva tasca i deixa de prestar-nos els seus serveis voluntàriament. | » |
| — Joaquín Sánchez Cordobés | |   |

S'ha dit de Sabaté que havia estat la veu amb què van començar les emissions de Ràdio Barcelona, però no hi ha cap document que acrediti que va ser locutora. Sílvia Espinosa i Mirabet, en la seva tesi doctoral sobre les primeres locutores de ràdio a Catalunya n'aporta proves  i suggereix d'on pot venir la confusió:
| «                 | La seva arribada a la ràdio coincideix amb la posada en marxa de l'emissora; per tant, aquesta primera funcionària va poder molt bé col·laborar en les proves tècniques inicials i prestar-se a llegir, per ta que l'enginyer de l'estació pogués calibrar-ne la veú de manera adequada. | » |
| — Sílvia Espinosa | |   |

Sandra Balagué, que va participar en el projecte «Dones a les Ones», impulsat i dirigit per la periodista Elvira Altés, escriu:
| «                | la primera veu que parla a la ràdio catalana, Ràdio Barcelona eaj-1, és una dona: Maria Sabaté, assistent de direcció de l’emissora, en què va fer les proves de so abans de l’acte d’inauguració | » |
| — Sandra Balagué | |   |

Maria Sabaté va tornar a la ràdio el 1974, convidada als actes de celebració del cinquantenari de l'emissora. Va morir a Barcelona l'any 1975.